# 條長臀鱈
條長臀鱈為长臀鳕属的一種，分布於東大西洋區，從不列顛群島至非洲西北部海域，棲息深度30-100公尺，本魚下巴觸鬚發達，身體背面淺棕色，吻長為眼徑，肛門位於下面中間的第一背鰭，體長可達46公分，棲息在大陸棚，喜群游，屬肉食性，以甲殼類、多毛類、軟體動物、小魚等為食，可作為食用魚或觀賞魚。

## 外部連結
- 條長臀鱈的圖片 （页面存档备份，存于）

## 擴展閱讀
維基物種上的相關：條長臀鱈